# Roger Rondeaux
Roger Rondeaux (ur. 15 kwietnia 1920 w Mareuil-le-Port, zm. 24 stycznia 1999 w La Rochelle) – francuski kolarz przełajowy i szosowy, czterokrotny medalista przełajowych mistrzostw świata.

## Kariera
Pierwszy sukces w karierze Roger Rondeaux osiągnął w 1950 roku, kiedy zdobył srebrny medal w kategorii elite podczas przełajowych mistrzostw świata w Paryżu. W zawodach tych wyprzedził go jedynie jego rodak Jean Robic, a trzecie miejsce zajął kolejny reprezentant Francji, Pierre Jodet. Już na rozgrywanych rok później mistrzostwach świata w Luksemburgu był najlepszy. Rondeaux zwyciężył także na mistrzostwach świata w Genewie w 1953 roku i podczas mistrzostw świata w Oñati w 1953 roku. Został tym samym pierwszym kolarzem przełajowym, który zdołał obronić tytuł mistrza świata. Wielokrotnie zdobywał medale przełajowych mistrzostw kraju, w tym siedem złotych. Startował także na szosie, gdzie jego największe sukcesy to zwycięstwo w hiszpańskim Subida a Arantzazu w 1952 roku oraz trzecie miejsce w Circuit du Mont Ventoux w latach 1946 i 1948. Nigdy nie zdobył medalu na szosowych mistrzostwach świata. Nigdy też nie wystąpił na igrzyskach olimpijskich. W 1958 roku zakończył karierę.